# Гаррі Болус
Гаррі Болус (англ. Harry Bolus; 1834—1911) — південноафриканський ботанік, ботанічний ілюстратор, бізнесмен та філантроп. Він сприяв розвитку ботаніки як науки у Південній Африці, заснував стипендії, створив Гербарій Болуса, заповів свою бібліотеку та значну частину свого маєтку Південноафриканському коледжу (нині Університет Кейптауна). Активний у наукових колах, він був членом Лондонськогго Ліннеївського товариства, членом та президентом Південноафриканського філософського товариства (пізніше Королівського товариства Південної Африки), почесним доктором наук Університету Мису Доброї Надії.

## Біографія
Гаррі Болус народився у Ноттінгемі, Англія. Він отримав освіту в школі Castle Gate School, Ноттінгем. Директор школи Джордж Герберт регулярно листувався і отримував зразки рослин від Вільяма Кенсіта з Грейамстауна, Південна Африка. Кенсіт попросив, щоб директор прислав йому одного зі своїх учнів як помічника. У березні 1850 року Гаррі Болус зійшов на берег з корабля «Джейн» у Порт-Елізабет. Він пропрацював два роки разом з Кенсітом, а потім переїхав до Порт-Елізабет. Після короткого візиту до Англії він оселився у місті Графф-Рейнет, де прожив наступні 19 років. У 1857 році він одружився з Софією Кенсіт, сестрою Вільяма Кенсіта. Між 1858 і 1870 роками у них народилися 3 сини та дочка. У 1864 році він втратив шестирічного старшого сина, і Френсіс Гатрі, який став його близьким другом, запропонував йому зайнятися ботанікою, щоб полегшити цю втрату. У 1865 році він створив свою ботанічну колекцію  та розпочав незабаром листування з Джозефом Гукером у Кью, Вільямом Генрі Гарві у Дубліні та Пітером МакОуеном у Грейамстауні. Одним із найцінніших його подарунків був примірник Prodromus Systematis Naturalis Regni Vegetabilis Огюстена Декандоля, отриманий від Гатрі у 1869 році. У 1875 році він приєднався до свого брата Уолтера в Кейптауні, оселившись у передмісті Кенілворта , де вони заснували біржову брокерську компанію під назвою Bolus Bros. Наступного року він і Гатрі вперше відвідали Кью, взявши з собою велику кількість зразків рослин для визначення назв. Болус описав цей період як «сорок щасливих днів». При поверненні у жовтні 1876 року, корабель зіткнувся з рифом біля острова Дасенейланд, внаслідок чого були втрачені всі зразки та нотатки Болуса. Проте він не розчарувався і він взявся за збір нових зразків, організував експедиції в різні куточки Південної Африки. Він був чудовим польовим ботаніком та опублікував численні книги про свої спостереження.
Його бізнес процвітав, тому він зміг придбати багато чудових ботанічних книг. Повні комплекти «Botanical Magazine», «The Botanical Register», «Refugium Botanicum», а також великі фоліанти П’єра-Жозефа Редуте, Ніколауса Йозеф фон Жакена, Фердинанда Бауера та Френсіса Массона були частиною його колекції. Він заснував кафедру професорства Гаррі Болуса в Кейптаунському університеті та залишив великий траст для стипендій. Він також пожертвував свій великий гербарій і бібліотеку Південноафриканському коледжу. Болус був одним із членів-засновників Південноафриканського філософського товариства.
Гаррі Болус любив відвідувати Англію і здійснив загалом 28 подорожей (по 14 у обидві сторони) до Південної Африки та назад. Він помер від серцевої недостатності в Окстеді, графство Суррей, 25 травня 1911 року. Його молодший син Френк наступного року одружився з Гаррієт Маргарет Луїзою Кенсіт, онукою Вільяма Кенсіта. Під час навчання в коледжі вона працювала асистентом Гаррі в гербарії, у 1903 році була призначена куратором Гербарію Болуса, а у 1955 році пішла на пенсію з цієї посади.

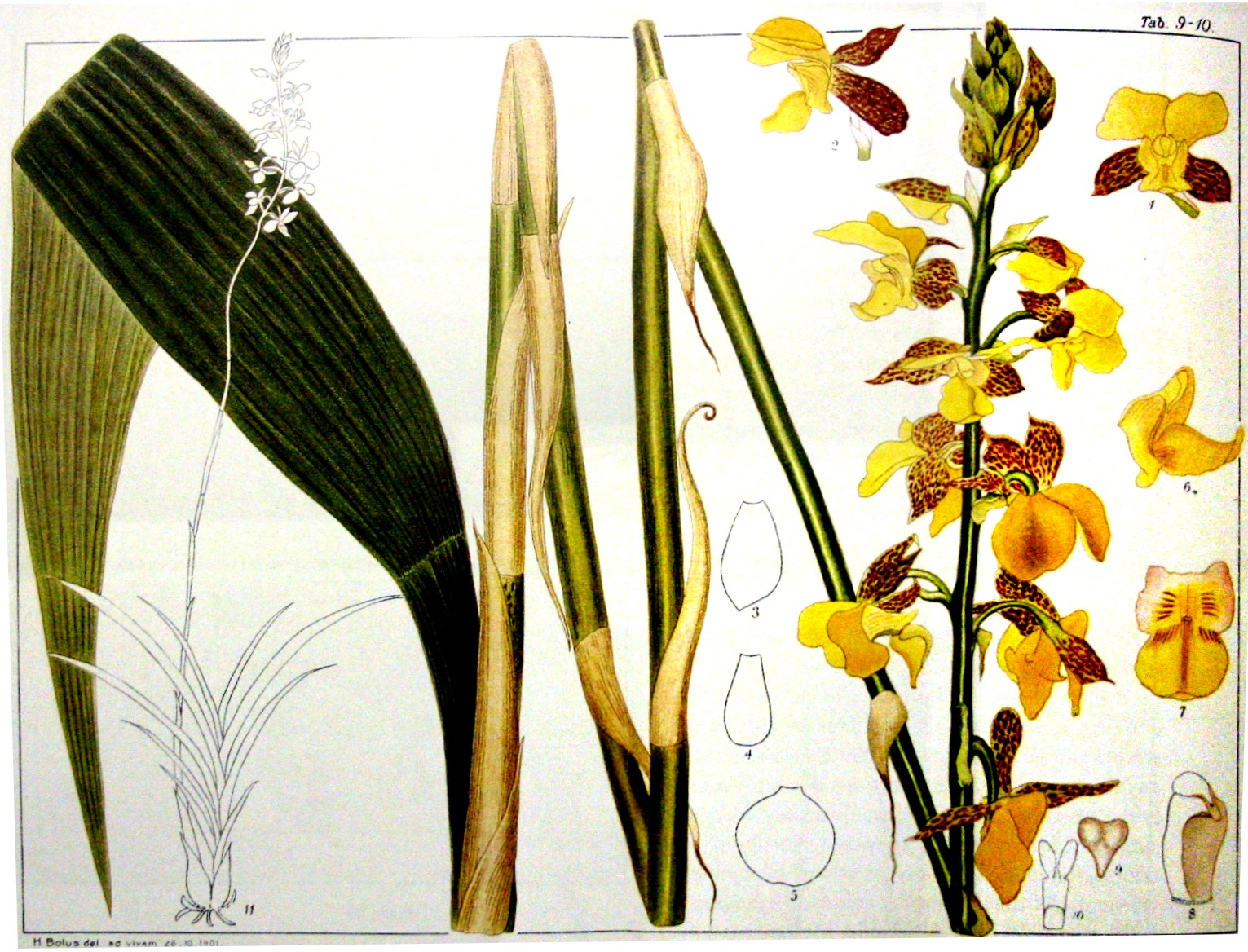
Eulophia streptopetala Lindl., 1901 рік, ілюстрація Гаррі Болуса

## Листування
Гаррі Болус широко листувався зі своїми сучасниками, зокрема з кількома відомими людьми, такими як вікторіанський натураліст Альфред Рассел Воллес, англійський ботанік і дослідник сер Джозеф Долтон Гукер та південноафриканський письменник і поет Кристіан Луї Лейпольдт.

## Почесті
Ім'я Гаррі Болуса вшановано у п'ятьох родах рослин: Bolusia Benth., Bolusafra Kuntze, Neobolusia Schltr., Bolusanthus Harms (у 1906 році) and Bolusiella Schltr.,, а також у багатьох назвах видів.

## Публікації
- A Preliminary List of the Cape Orchids, 1881.
- The Orchids of the Cape Peninsula. South African Philosophical Society. 1888.
- Descriptions of the 117 Cape Peninsula Orchids, містить 36 ботанічних ілюстрацій.
- A Sketch of the Flora of South Africa, 1886.
- Icones Orchidearum Austro-africanarum Extra-tropicarum: Or Figures, with Descriptions, of Extra-tropical South African Orchids. William Wesley and Son. 1896.
- Icones Orchidearum Austro-Africanum Extra-tropicarum Том 1, частина 1, містить 50 ботанічних ілюстрацій, 1893.
- Icones Orchidearum Austro-Africanum Extra-tropicarum Частина 2. 1896.
- Icones Orchidearum Austro-Africanum Extra-tropicarum Том 2, містить 100 ботанічних ілюстрацій, 1911.
- Icones Orchidearum Austro-Africanum Extra-tropicarum Том 3 , за редакцією його внучатої племінниці Miss H. M. L. Kensit, містить 9 ботанічних ілюстрацій сина, Френка Болуса, 1913.
- A List of Flowering Plants and Ferns of the Cape Peninsula
- "Ericaceae" for Flora Capensis